# فیمبریا
شرابهٔ تخمدانی یا فیمبریا (انگلیسی: Ovarian Fimbria) قسمت انتهایی قیف‌دیسه (انفاندیبولوم) و قسمت خارجی لوله رحمی است که به شکل شیپوری بوده و در انتها لبه آن ریش‌ریش است و به هر کدام از آنها شرابه (فیمبر) می‌گویند. یکی از این شرابه‌ها از بقیه درازتر بوده و به انتهای فوقانی تخمدان می‌چسبد که شرابه تخمدانی نام دارد.
وظیفه شرابهٔ تخمدانی گرفتن تخمک از تخمدان و حمل آنها به داخل لوله رحم است.